# 歳計現金
歳計現金（さいけいげんきん）は、国または地方公共団体の歳入・歳出に属する現金のことである。

## 概要
地方自治体については、地方自治法第235条の4に定めがあり、「普通地方公共団体の歳入歳出に属する現金」とされる。
具体的には、地方税、国庫補助金、地方交付税、地方債などを通じて収入される現金のことであり、同時に自治体が物品購入、工事などの代金、ならびに給与等の支払いに充てる現金である。歳計現金には、当該地方自治体の所有に帰さないものはない。
歳計現金に対して、地方自治体の所有に属さず、支払資金にあてることのできない現金である歳入歳出外現金 (さいにゅうさいしゅつがいげんきん) がある（地方自治法第235条の4第2項）。具体的には、入札保証金、契約保証金、職員の給与にかかる所得税及び住民税、公営住宅敷金などがあげられる。歳入歳出外現金については利子を付さないこととされ、これは、保証金等を相手方に返還するときに、地方公共団体が利息を付して返還しなくてよいという意味である。なお、歳入歳出外現金を歳計外現金ということもある。歳入歳出外現金は、企業会計（複式簿記）における「預り金」（あずかりきん）に相当するものである。

## 保管方法
地方自治体においては、「政令の定めるところにより、最も確実かつ有利な方法によりこれを保管しなければならない」とされている。預金のほか、証券会社からの買い現先などが認められているが、支払資金であるという性質上に長期間の運用には適さないとされる。自治体によっては、歳計現金を支払準備金と余裕金に分け、支払準備金は無利子預金もしくは、有利子普通預金で管理し、余裕金については定期性預金等で運用し、支払準備金より高めの利子収入を上げている例がある。
国においては、予算決算及び会計令第103条で、「各省各庁の長の保管に係る現金は、これを日本銀行に払い込まなければならない」と規定されており、歳計現金を保管するのは、例えば休日に現金領収した税金を翌銀行営業日に日本銀行に振込む間や数日内に払い渡しをする場合等の短期のものに限られている。